# مازور
مازور (عبری: מזור רובוטיקה‎) شرکت فناوری اطلاعات اسرائیلی است، که در سال ۲۰۰۱ تأسیس شد.